# Nastanie nocy
Nastanie nocy (tyt. oryg. Nightfall) – opowiadanie science fiction amerykańskiego pisarza Isaaca Asimova. Ukazało się we wrześniowym numerze pisma Astounding Science Fiction w 1941 r. W polskim tłumaczeniu Tadeusza Jana Dehnela zostało wydane w antologii Kryształowy sześcian Wenus (Wydawnictwo Iskry, 1966). Potem zostało przedrukowane w 2. tomie antologii Jamesa Gunna Droga do science fiction.
W 1990 r. opowiadanie zostało rozbudowane do rozmiarów powieści przez Roberta Silverberga.
Opowiada o reakcjach mieszkańców na przewidywane nadejście ciemności na planetę oświetloną przez cały czas światłem słonecznym.

## Historia
Redaktor Astounding, John W. Campbell zlecił Asimovowi napisanie tekstu na temat cytatu z Natury Ralpha Waldo Emersona (który stanowi motto utworu):

Gdyby gwiazdy świeciły przez jedną noc na tysiąc lat, jakże ludzie czciliby je i wielbili, jak zachowaliby przez pokolenia pamięć o Grodzie Bożym!

z którym Campbell się nie zgadzał, uważając, że „Ludzie oszaleliby”.
Publikacja tego opowiadania sprawiła, że nazwisko Asimova pojawiło się na okładce Astounding po raz pierwszy w historii.

## Recepcja
W 1968 roku pisarze, zrzeszeni w SFWA uznali je za najlepsze opowiadanie science fiction wszech czasów. Zostało włączone do The Science Fiction Hall of Fame, Volume One, 1929–1964. Opowiadanie pojawiło się do dziś w 48 antologiach.
Sam Asimov w zbiorze Nightfall and Other Stories napisał: „Stworzenie Nastania nocy było przełomowym punktem w mojej karierze... Nagle zaczęto mnie brać serio i świat fantastyki naukowej stał się świadomy mojego istnienia. Z biegiem lat stało się jasne, że napisałem opowiadanie, które weszło do kanonu”.